# デヴィッド・ライト (サッカー選手)
デヴィッド・ライト（David WRIGHT、1980年5月1日 - ）は、イングランド出身のサッカー選手（MF）。

## 選手経歴
- クルー・アレクサンドラFC 1997 - 2004
- ウィガン・アスレティックFC 2004 - 2007

→ ノリッジ・シティFC 2005 (loan)
- イプスウィッチ・タウンFC 2007 - 2010
- クリスタル・パレスFC 2010 -